# Барвон (река, впадает в Бассов пролив)
Барвон (англ. Barwon River) — река в австралийском штате Виктория. Длина реки равна 156,6 км (по другим данным — 160 км). Площадь водосборного бассейна — 3986 км².

## Течение
Начинается на равнине Джиранджемит при слиянии двух водотоков (западной и восточной ветвей). От истока течёт сначала на северо-восток через населённые пункты Биррегурра, Уинчелси. В городе Инверлей поворачивает на восток. В низовьях протекает через крупный город Джилонг. Впадая в Бассов пролив, образует крупный эстуарий, в состав системы которого входят озёра Конневар, Риди и болото Хоспитал-Суамп.

## Характеристика бассейна
Бассейн реки ограничен с запада — хребтом Отуэйс, с севера — хребтом Брисбен (представляющим собой южные отроги Большого Водораздельного хребта), с востока — полуостровом Белларайн. 81 % территории водосбора занят прериями, ещё 13 % приходятся на горные леса. Среднегодовое количество осадков меняется от 1400 мм на хребте Отуэйс до 540 в приустьевой части. Река имеет ярко выраженную сезонность стока, максимум которого приходится на август-сентябрь, а минимум — на январь-апрель. На водомерной станции в Поллоке 60 % объёма стока приходится на трёхмесячный период июль-сентябрь, а на период с января по март — всего 5 %.

## Притоки
Крупнейшим притоком Барвона является река Лей (англ. Leigh River), текущая с севера и впадающая слева. Другие крупные притоки — Уорн-Пондс-Крик (пр), Мурабул (лв), Брус (лв), Сэнди-Крик (лв), Уаррамбайн (лв), Биррегура (лв), Мэтьюс-Крик (пр), Бондари-Крик (лв).

## Галерея
- Мост через реку Бравон
- Поезд, пересекающий мост через Бравон
- Мост Barwon Heads